# Aleksandr Bierkutow (lotnik)
Aleksandr Maksimowicz Bierkutow (ros. Александр Максимович Беркутов, ur. 29 października?/11 listopada 1911 we wsi Nowoje Mordowo w Tatarstanie, zm. 26 stycznia 1962 w Soczi) – radziecki lotnik wojskowy, podpułkownik, Bohater Związku Radzieckiego (1944).

## Życiorys
Urodził się w rodzinie robotniczej. Od 1921 mieszkał z rodzicami we wsi Karabicha pod Jarosławiem, gdzie skończył 8 klas. Pracował jako robotnik i przewodniczący rady wiejskiej i aparatczyk w fabryce. W 1931 wstąpił ochotniczo do Armii Czerwonej, od 1932 należał do WKP(b), w 1935 ukończył wojskowo-lotniczą szkołę pilotów w Woroszyłowgradzie (obecnie Ługańsk), służył w lotnictwie myśliwskim Białoruskiego Okręgu Wojskowego. Latem 1939 brał udział w bitwie nad Chałchin-Goł, za co został odznaczony Orderem Czerwonego Sztandaru, później 1939-1930 uczestniczył w wojnie z Finlandią jako dowódca klucza. W maju 1940 został dowódcą eskadry i nawigatorem (szturmanem) pułku myśliwskiego, po ataku Niemiec na ZSRR zajmował się przygotowywaniem lotników frontowych. Od sierpnia 1942 brał udział w wojnie z Niemcami jako dowódca eskadry 84 pułku lotnictwa myśliwskiego na Froncie Północno-Kaukaskim; później był szturmanem tego pułku (w czerwcu 1943 przemianowanego na 101 gwardyjski pułk lotnictwa myśliwskiego). W październiku 1942 w walce powietrznej został ciężko ranny i trafił do szpitala, w 1943 wrócił na front. Brał udział m.in. w operacji krymskiej na 4 Froncie Ukraińskim.
Do marca 1944 wykonał 332 loty bojowe i stoczył 68 walk powietrznych, w których strącił 15 samolotów wroga. W styczniu 1945 został dowódcą 57 gwardyjskiego pułku lotnictwa myśliwskiego w składzie 2 Frontu Białoruskiego, brał udział w operacji wschodniopruskiej, pomorskiej i berlińskiej. Do maja 1945 wykonał 345 lotów bojowych i stoczył 75 walk powietrznych, strącając osobiście 16 i w grupie 5 (według innych danych odpowiednio 15 i 2) samolotów wroga. W 1946 został zwolniony do rezerwy w stopniu podpułkownika. Od lutego 1947 mieszkał w Soczi, gdzie kierował produkcją kombinatu przemysłowego, później był kierownikiem szkoły samochodowej i czterokrotnym deputowanym do rady miasta.

## Odznaczenia
- Złota Gwiazda Bohatera Związku Radzieckiego (2 sierpnia 1944)
- Order Lenina (2 sierpnia 1944)
- Order Czerwonego Sztandaru (trzykrotnie, 18 listopada 1939, 19 października 1942 i 22 lutego 1944)
- Order Aleksandra Newskiego (31 maja 1945)
- Order Wojny Ojczyźnianej I klasy (maj 1944)
- Order Wojny Ojczyźnianej II klasy (15 sierpnia 1943)
- Order Czerwonej Gwiazdy
- Medal „Za zasługi bojowe”
- Medal „Za obronę Kaukazu”

I inne.